# لامبرتو باوا
لامبرتو باوا (ایتالیایی: Lamberto Bava؛ زادهٔ ۳ آوریل ۱۹۴۴) کارگردان و بازیگر اهل ایتالیا است.

## بخشی از فیلم‌شناسی
- شوک (۱۹۷۷)
- خانه‌ای با راه پله تاریک (۱۹۸۳)
- دلیریوم (۱۹۸۷)
- تا دم مرگ (۱۹۸۷)